# Valor principal

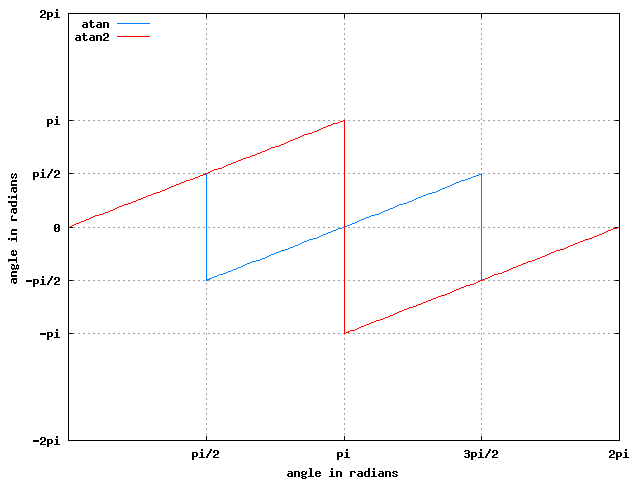
Comparación de las funciones atan y arcotangente de dos parámetros

En matemáticas, específicamente en análisis complejo, los valores principales de una función multivaluada son los valores en una rama elegida de esa función, por lo que se convierte en una función de valor único. El caso más simple surge al tomar la raíz cuadrada de un número real positivo. Por ejemplo, 4 tiene dos raíces cuadradas: 2 y –2. De estas dos raíces, la raíz positiva, 2, se considera la raíz principal y se denota como {\displaystyle {\sqrt {4}}}.

## Motivación
Considérese la función logaritmo complejo log z. Se define como número complejo w tal que
{\displaystyle e^{w}=z.}
Ahora, por ejemplo, supóngase que se desea determinar log i. Esto significa que se debe resolver
{\displaystyle e^{w}=i}
para w. Claramente, iπ/2 es una solución. ¿Pero es la única solución?
Por supuesto, existen otras soluciones, lo que se evidencia al considerar la posición de i en el plano complejo y en particular su argumento arg i. Es posible rotar en sentido antihorario π/2 radianes desde 1 para alcanzar "i" inicialmente, pero si se gira otros 2π radianes más se llega a i de nuevo. Entonces, se puede concluir que i(π/2 + 2π) es también una solución para log i. Queda claro que se puede sumar cualquier múltiplo de 2πi a la solución inicial para obtener todos los valores de log i.
Pero esto tiene una consecuencia que puede resultar sorprendente en comparación con las funciones con valores reales: log i ¡no tiene un valor definido! Para log z, se tiene
{\displaystyle \log {z}=\ln {|z|}+i\left(\mathrm {arg} \ z\right)=\ln {|z|}+i\left(\mathrm {Arg} \ z+2\pi k\right)}
para cualquier número entero k, donde Arg z es el argumento (principal) de z definido para que se encuentre en el intervalo {\displaystyle (-\pi ,\ \pi ]}. Como el argumento principal es único para un número complejo dado z, {\displaystyle -\pi } no se incluye en el intervalo. Cada valor de k determina lo que se conoce como rama (o también hoja o lámina), un componente de valor único de la función logaritmo de valores múltiples.
La rama correspondiente a k = 0 se conoce como la rama principal y, en esta rama, los valores que toma la función se conocen como los valores principales.

## Caso general
En general, si f(z) tiene múltiples valores, la rama principal de f se denota como
{\displaystyle \mathrm {pv} \,f(z)}
de modo que para z en el dominio de f, pv f(z) tiene un solo valor.

### Valores principales de funciones estándar
Las funciones elementales de valor complejo puede tener varios valores en algunos dominios. El valor principal de algunas de estas funciones se puede obtener descomponiendo la función en otras más simples, por lo que el valor principal de las funciones simples es fácil de obtener.

#### Función logaritmo
Se ha examinado la función logaritmo, es decir,
{\displaystyle \log {z}=\ln {|z|}+i\left(\mathrm {arg} \ z\right).}
Ahora bien, arg z es intrínsecamente multivalor. A menudo se define el argumento de algún número complejo como entre {\displaystyle -\pi } (excluido) y {\displaystyle \pi } (incluido), por lo que se toma este como el valor principal del argumento y se escribe la función del argumento en esta rama como Arg z (con la A mayúscula inicial). Usando Arg z en lugar de arg z, se obtiene el valor principal del logaritmo y se escribe
{\displaystyle \mathrm {pv} \log {z}=\mathrm {Log} \,z=\ln {|z|}+i\left(\mathrm {Arg} \,z\right).}

#### Raíz cuadrada
Para un número complejo {\displaystyle z=re^{\phi i}\,}, el valor principal de su raíz cuadrada es:
{\displaystyle \mathrm {pv} {\sqrt {z}}={\sqrt {r}}\,e^{i\phi /2}}
con argumento {\displaystyle -\pi <\phi \leq \pi .}

#### Argumento complejo
El valor principal del argumento de un número complejo medido en radianes se puede definir como:
- Valores en el rango {\displaystyle [0,2\pi )}
- Valores en el rango {\displaystyle (-\pi ,\pi ]}

Para calcular estos valores se pueden utilizar las funciones:
- Arcotangente de dos parámetros con valor principal en el rango {\displaystyle (-\pi ,\pi ]}
- Arcotangente con valor principal en el rango {\displaystyle ({\tfrac {-\pi }{2}},{\tfrac {\pi }{2}}]}